# 共和商会
株式会社共和商会は、名古屋市中村区にかつて存在した楽器卸・代理店。2011年5月6日、経営破綻。負債額は約8億5000万円。2011年5月9日をもって全業務を終了した。

## 業務終了時の取扱いブランド

### 自社ブランド
Caparison
日本産エレクトリック・ギター。ジャクソン・シャーベルの系譜に連なるヘヴィメタル・ギター。以後も存続。
Chatting Bird
海外生産の廉価なエレクトリック・ギターおよびアンプのブランド。Chatting Bird by Caparison等の表記もあり。
Disney Guitars
子供向け楽器。ウォルト・ディズニー・ジャパン社によるライセンス。Chatting Birdと同じ製造元。
JUNO
入門者向けのフェンダーやギブソンの安価なコピー。
W.Carter
カリフォルニアのギター製作者ウィーリー・カーター監修のアコースティックギター。日本産。
Roy's Gear
日本人ギタリスト・ロイ上村がプロデュースするブランド。セミアコースティックギター中心。
Cooder by Takamine
共和商会による廉価版アコースティック。高峰Tシリーズは高峰の企画によるもの。
Argus
1980年代よりこのブランドでギター本体も発売したが、後に廉価なギターパーツ、ピックアップ(EMG社コピー品等)のみのブランドとなった。
ARION
廉価なギター・エフェクター。存続。
SNARK
ギター・チューナー。存続。

### 海外ブランド (代理店業務)
- Danelectro
- Parker
- Randall (アンプ)
- Dean Markley (ギター弦)
- Get'm Get'm (ギターストラップ)

## かつての取扱ブランド

### 自社ブランド
Fresher
フェンダー社ギターのコピー品、1973年から1980年代。ブランドスタートから1979年前期頃までは松本楽器製造協業組合、1979年後期からは中信楽器製造株式会社による生産となった。70年代にはエフェクター内蔵ギターも販売。
Gallan
ギブソン社ギターのコピー品、1973年より。当初はこのようにF始まり、G始まりでブランドを分けていたが、後に全てFresherに統合。
CAMEL
Fresherの上位ブランド。1970年代のごく短い期間販売されていた。
Gilbert
アコースティックギターのブランド。スガノ楽器製。1970年代に販売されていた。
Piggy
ギターアンプやチューナーなどの機材で使われていたブランド。アンプはプリンス通信工業で生産されていた。

### 海外ブランド
- Jackson/Charvel (1995年まで)
- B.C. Rich (1990年代から2000年代)
- Laney
- Finger Ease
- Londoner